# Schwarzschiefer
Dieser Artikel wurde wegen inhaltlicher Mängel auf der Qualitätssicherungsseite des Portals Geowissenschaften eingetragen. Dies geschieht, um die Qualität der Artikel im Themengebiet Geowissenschaften zu steigern. Bitte hilf mit, die Mängel zu beseitigen, oder beteilige dich an der Diskussion. (+)

Begründung: Zahlreiche falsche Darstellungen. Insbesondere der Abschnitt Einteilung ist eklatant schwach. --Gretarsson (Diskussion) 23:59, 11. Apr. 2013 (CEST)
Schwarzschiefer sind pelitische (tonige) Sedimentgesteine marinen Ursprungs. Es handelt sich nicht immer um echte Schiefer, die eine Gebirgsbildung durchlaufen haben, sondern auch um undeformierte Tonsteine, die entlang der ursprünglichen Schichtflächen spalten. Um diesem Umstand Rechnung zu tragen, wird die Verwendung der neutraleren Bezeichnungen Schwarztonsteine oder Schwarzpelite empfohlen.

## Zusammensetzung
Typisch für Schwarzschiefer ist deren Gehalt an Kohlenstoff, der dem Gestein seine Farbe verleiht. Neben Tonmineralen als Grundbaustoff enthalten Schwarzschiefer häufig auch Quarz bzw. Kieselsäuregel, Feldspate und Glimmerarten, alle sehr fein verteilt, häufig auch Pyrit, Markasit, Phosphorit. Viele Schwarzschiefer enthalten zahlreiche Metalle wie Eisen und andere Schwermetalle.

## Entstehung
Schwarzschiefer entstehen am Meeresboden aus Sapropel (Faulschlamm) bei Sauerstoffmangel. Solche Bedingungen können auftreten, wenn stehende Gewässer wenig durchmischt werden, beispielsweise in erdgeschichtlichen Epochen mit ruhigem, ausgeglichenem Klima ohne große Temperaturdifferenzen. Der Sauerstoffmangel führt einerseits zum unvollständigen Zersetzen toter Organismen und deren Inkohlung im schlammigen Ton des Meeresbodens, was dem späteren Gestein die typische Schwärze verleiht. Außerdem setzt bei Sauerstoffmangel und Vorhandensein von Sulfat bakterielle Reduktion von Sulfat zu Schwefelwasserstoff (H2S) (Desulfurikation) ein, wodurch im Meerwasser gelöste Schwermetalle als Sulfide, zum Beispiel Pyrit (FeS2) und Chalkopyrit (FeCuS2), ausgefällt und im Sediment eingelagert werden. In der feinen Verteilung färben auch diese Sulfide das Gestein schwarz. Schwarzschiefer bilden sich aus den schichtigen, schiefrigen Tonlagen durch schwache Regionalmetamorphose bei geringem Druck über lange Zeiträume.
Schwarzschiefer sind oft fossilienführend. Fossilien sind untypisch für echte Schiefer, weil diese entsprechend ihrer Definition durch Gesteinsmetamorphose veränderte Sedimente sind, ihre Spaltflächen durch hohen Druck entstehen und die ursprünglich vorhandenen Fossilien dabei verloren gehen. Dagegen stehen Schwarzschiefer im Übergangsbereich vom Schieferton zum Tonschiefer und sind nur geringfügig metamorph geprägt, ihre Spaltflächen sind die Sedimentschichtflächen. Man spricht nur deshalb auch in diesem Fall von Schiefer, weil Schwarzschiefer die für Schiefer typische gute Spaltbarkeit aufweisen.

## Alter
Viele Schwarzschiefer sind recht alt und stammen aus dem Paläozoikum, dem Erdaltertum, vom Kambrium über Ordovizium, Silur, Devon und Karbon bis zum Perm. Schwarzschiefer kommen aber auch im Mesozoikum vor (Jura und Kreide). Auch gegenwärtig gibt es Orte, an denen sich Faulschlamm ablagert, aus dem sich einmal Schwarzschiefer bilden könnte, zum Beispiel in den tieferen Becken der Ostsee und im Schwarzen Meer. Das Schwarze Meer (griechisch: pontos euxeinos) ist namensgebend für den geologischen Ausdruck euxinisch mit dem man sauerstoffarmes, schwefelwasserstoffhaltiges Milieu bezeichnet.

## Einteilung

### Nach Fossilienführung

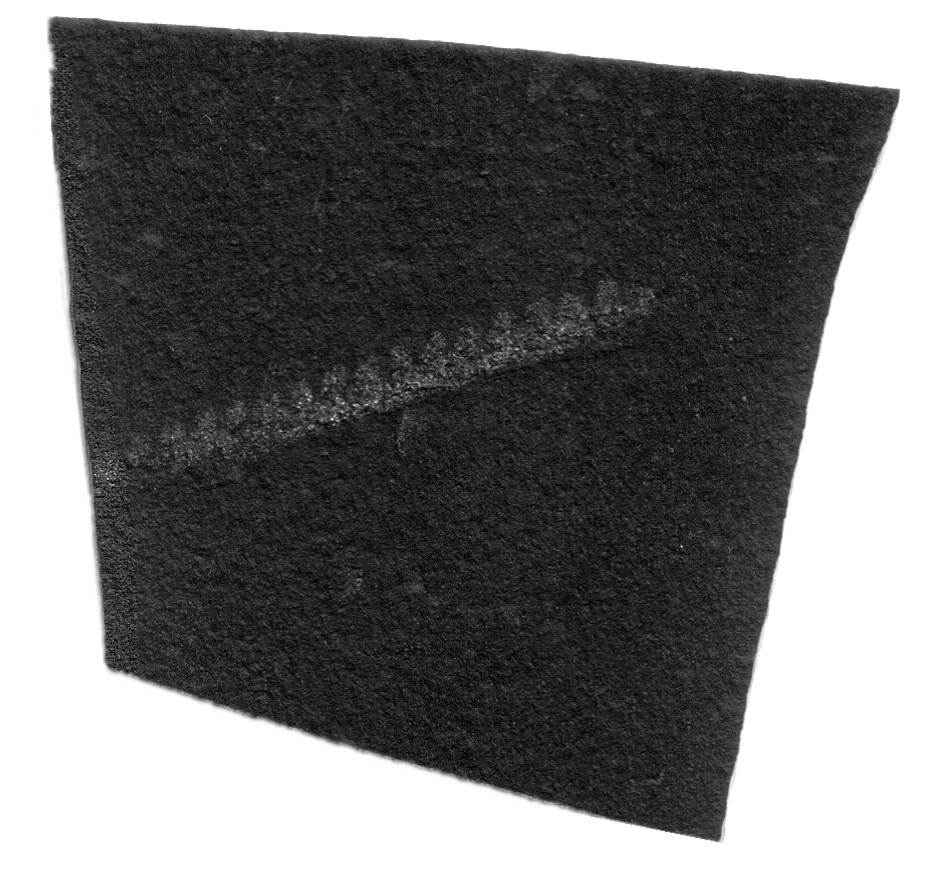
Schwarzschiefer (Alaunschiefer) mit Graptolith (Monographtus) aus dem Alaunwerk Mühlwand bei Reichenbach im Vogtland

- Der Burgess-Schiefer aus dem Kambrium Kanadas (British Columbia) ist berühmt für den guten Erhaltungszustand und Reichtum seiner Fossilien. Mit seiner Entdeckung eröffnete sich den Paläontologen die ferne Welt der ersten komplexen Ökosysteme, er gilt als das Fenster zum Kambrium.
- Die Alaunschiefer Skandinaviens des mittleren und oberen Kambrium Skandinaviens, in die Kalkknollen (Orsten) eingelagert sind.
- Graptolithenschiefer stammen aus dem Ordovizium und Silur und enthalten deren typische Leitfossilien, die Graptolithen (siehe Bild).
- Bundenbacher Schiefer aus dem Devon des Hunsrücks.
- Posidonienschiefer, zum Beispiel Holzmadener Schiefer (Lias ε).

### Nach wirtschaftlicher Nutzung
- Kupferschiefer enthalten Kupferkies (Chalkopyrit) und andere Schwermetallsulfide in abbauwürdigen Mengen.
- Auch der Rohstoff für Kernkraftwerke und Atombomben, das Uran, wurde aus tiefen Schwarzschiefer-Schichten und dem darunter liegenden Lederschiefer vor allem in Ostthüringen gewonnen. Die rekultivierten Abbaugebiete im Raum Gera und Ronneburg bildeten im Jahr 2007 die Kulisse der Bundesgartenschau.
- Aus pyrithaltigem Alaunschiefer gewann man in historischen Alaunwerken Alaune und Vitriole, später auch Schwefelsäure, im 18. Jahrhundert Vitriolöl genannt.
- Ölschiefer und Bitumenschiefer dienten hier und da auch als Energiequelle. Ein Beispiel dafür ist der estnische Kuckersit (ordovizischer Ölschiefer).